# サヘラントロプス
サヘラントロプス（学名：Sahelanthropus）は、新生代新第三紀中新世末期の約700万年から約680万年前のアフリカ大陸北中部（現在のサハラ砂漠の一角、中部アフリカの北部、チャド共和国北部）に生息していた霊長類の1属である。サヘラントロプス・チャデンシス（S. tchadensis）1種のみが知られている。
最古の人類である可能性が提唱される一方、異論も唱えられている（後述）。2001年7月19日、フランスの古生物学者ミシェル・ブリュネの調査チームによって最初の発見が成され（トゥーマイの発見）、翌2002年に記載された。

## 名称

### 学名
学名のうち、属名 Sahelanthropus は、出土地が属する東西に広がる地域の英語名 Sahel（サヘル）と、「人間、人」を意味する古代ギリシア語 ἄνθρωπος（ラテン翻字：ánthrōpos）のラテン語形 anthrōpus との合成語で、「サヘルの人」を意味する。
種小名 tchadensis は、出土国名 Tchad（チャド）と、ラテン語接尾辞 -ēnsis（「…に由来する」の意）との合成語で、「チャドの」「チャドに由来する」「チャド産の」などといった意味合いがある。

### 愛称
最初に発見された化石標本 TM 266-01-060-1 は「トゥーマイ（Toumaï）」の愛称をもつが、これは出土地ボルク地方の現地語（ダザガ語の方言）で「hope of life；生命の希望」という意味がある。
この愛称は、時のチャド大統領であったイドリス・デビと、ブリュネ博士により、発見された年（2001年）に命名された。日本語ではこれに「猿人」を添えて「トゥーマイ猿人」と呼ぶのが通例となっている。

## 最古の人類か否か
サヘラントロプスは、現在見つかっている限りの最古の人類とする説が有力である（最古の人類とは「ヒト族がヒト亜族とチンパンジー亜族に分化した時点に最も近いヒト亜族」のことを指す）。
サヘラントロプスよりさらに古い時代のグレコピテクスを最古の人類とする説が2017年に発表された（North Side Story仮説）。この説をとるなら、ヒトとチンパンジーとはそれよりさらに60万年ほど遡った7.24 - 7.175 Maには分化したことになり、人類はアフリカではなくヨーロッパで誕生したことになるが、グレコピテクスは顎と歯の化石しか見つかっておらず、この説を支持する証拠は不十分である。
グレコピテクスは、かつて、オウラノピテクス・マケドニエンシスのシノニムだと推察されていたが、トルコで別種のオウラノピテクスが発見され、現在は別種とされる。オウラノピテクスはより古い時代のドリオピテクス族に位置づけられた。

## 分類
時代的には、ヒトがチンパンジーと分岐したころ、あるいはその直前に当たる。そのため、この分岐の前か後かが論争されている。
サヘラントロプスは、頭蓋骨の大後頭孔が下方にある。この孔は脊髄が通る孔で、これが下方にあるということは、脊髄が下に伸びていた、つまり、直立していた可能性が高い。そうであるとすると、直立はヒトの派生形質であるため、チンパンジーと分岐したのちのヒトの祖先（もしくはその近縁）であるということになる。また、ヒトを他の霊長類から特徴づける数多くの特徴のうち、直立は最も初期に進化した形質の一つということになる。
しかし、サヘラントロプスの脚の化石や足跡化石は見つかっておらず、直立というのは仮説にとどまる。もし直立が否定されるなら、サヘラントロプスの系統的位置を確実にする証拠は無くなり、ヒトとチンパンジーの共通祖先（ヒト族の祖）、あるいは、ゴリラも含めた共通祖先（ヒト亜科の祖）の可能性もある。
サヘラントロプスに続く時代の化石人類（あるいは化石類人猿）であるオロリンやアルディピテクス（ラミダスとカダバ）との関係は、化石記録が断片的なためにはっきりしない。サヘラントロプスは頭蓋骨しか見つかっておらず、オロリンやアルディピテクスは頭蓋骨が無いか不完全であるからである。完全な化石が見つかった場合、別属とするほどの差を見つけられない可能性がある。

## 生息年代
新生代新第三紀中新世末期メッシニアン（約700万年～約680万年前）。
当時は、インド亜大陸の北上によるヒマラヤ・チベット山塊の上昇に伴い、東に湿潤なアジアモンスーン、西に乾燥気候の東西コントラストが強められつつあった時代であり、当地を含むチャド湖周辺地域が属するアフリカ北部域全体は、緩やかな乾燥化に向かっていた。

## 生息地域
アフリカ大陸北中部の湿潤地。現在では極度乾燥してサハラ砂漠と化した地域のうち「ジュラブ砂漠 (Djurab Desert)」と呼ばれている地域。広域地名で言えば、中部アフリカの北部。行政区画上では、チャド共和国北部に位置するボルク州の、「トロス＝メナラ含化石層（Toros-Menalla Fossiliferous Zone）」（頭字語：TM）。化石出土地は TM 266、TM 247、TM 292。
同じ地層からクロコダイルの絶滅種の頭蓋骨化石が発見されており、当時はかなり湿潤な地域であったことが分かっている。当地の南西方向には現在もチャド湖が存在するが、遥か後世の「大湿潤期」と呼ばれる時代（9000～8000年 BP）にはこの水域は広大で、トロス＝メナラが属するジュラブ砂漠も、チャド湖と首都ンジャメナがある地域も包み込む「完新世巨大チャド湖、巨大チャド湖（Holocene Lake Mega-Chad, Lake Mega-Chad, holocene Mega-Chad lake、頭字語：LMC）が存在していた。推定される水域総面積は約35万km2。右列に示した地図で言えば、破線で囲い表示され、濃い緑色で塗られた地域（水色で表されたチャド湖を含む）が、完新世巨大チャド湖の範囲を示している。一方で、完全に干上がった時代もある。

## 形質
トゥーマイは男性で、推定身長は約1.20～1.30m、推定体重は 35kg前後。脳の容積は約350～380ccで、チンパンジーと同じぐらい。大後頭孔が頭蓋骨の下方にある。このことから、直立二足歩行していた可能性が高い。眼窩上隆起（目の上の出っ張り）が著しい。犬歯はやや小型である。

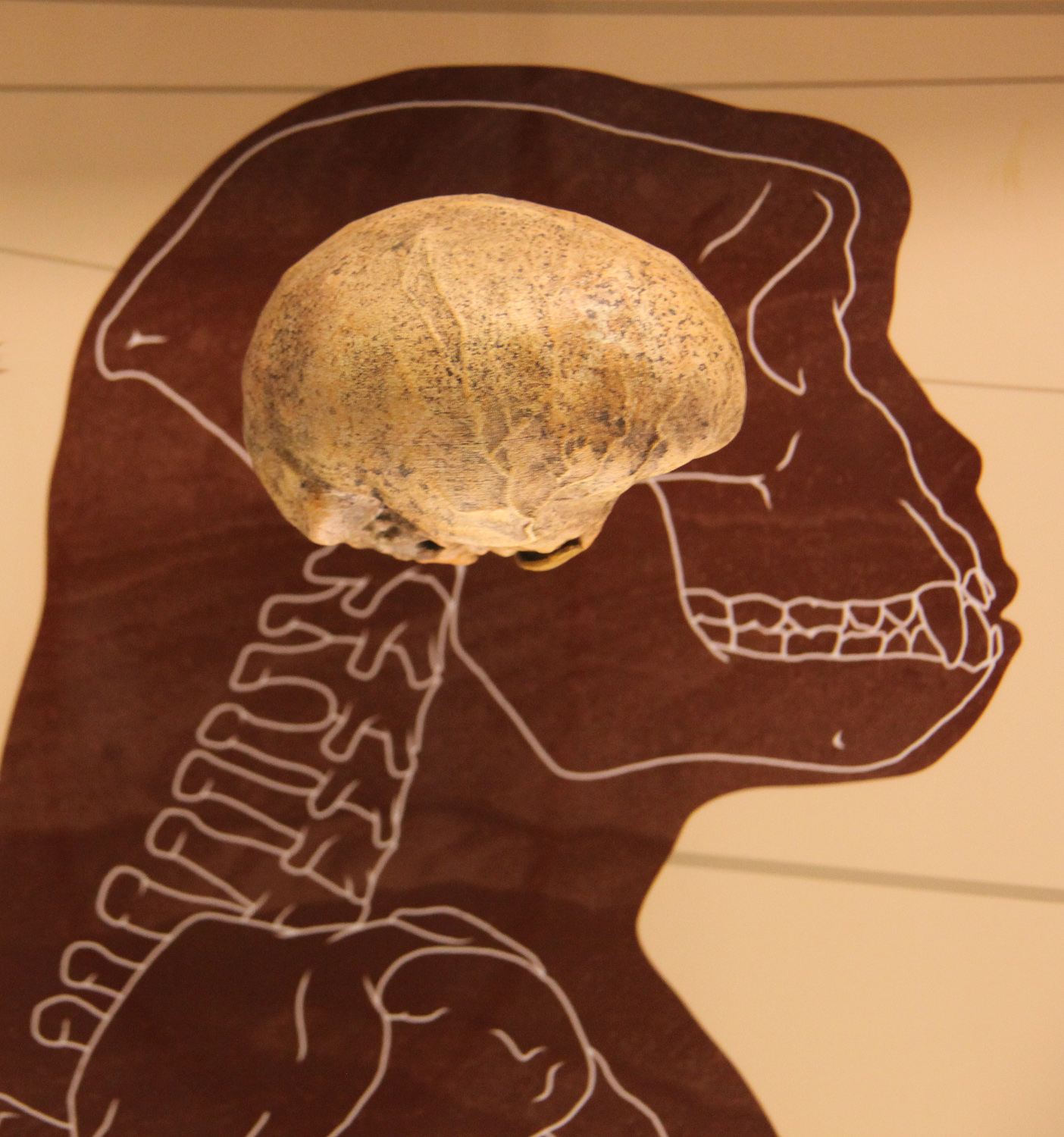
脳の大きさを示す展示物／アメリカの国立自然史博物館。
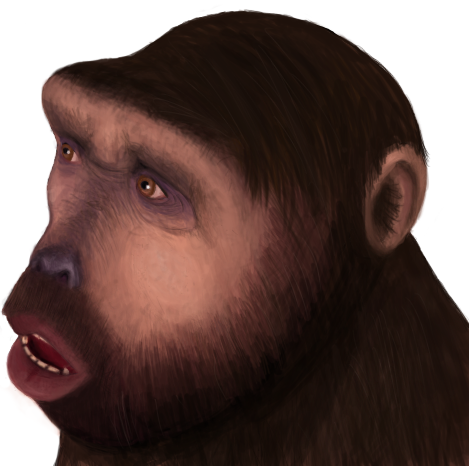
生態復元想像図 （2011年制作）
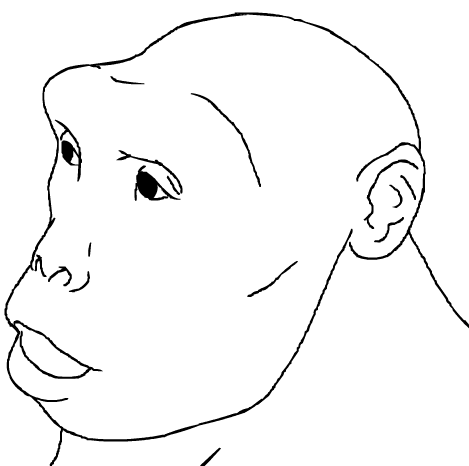
同左（輪郭線）